# Eduard Schütz (Schauspieler)

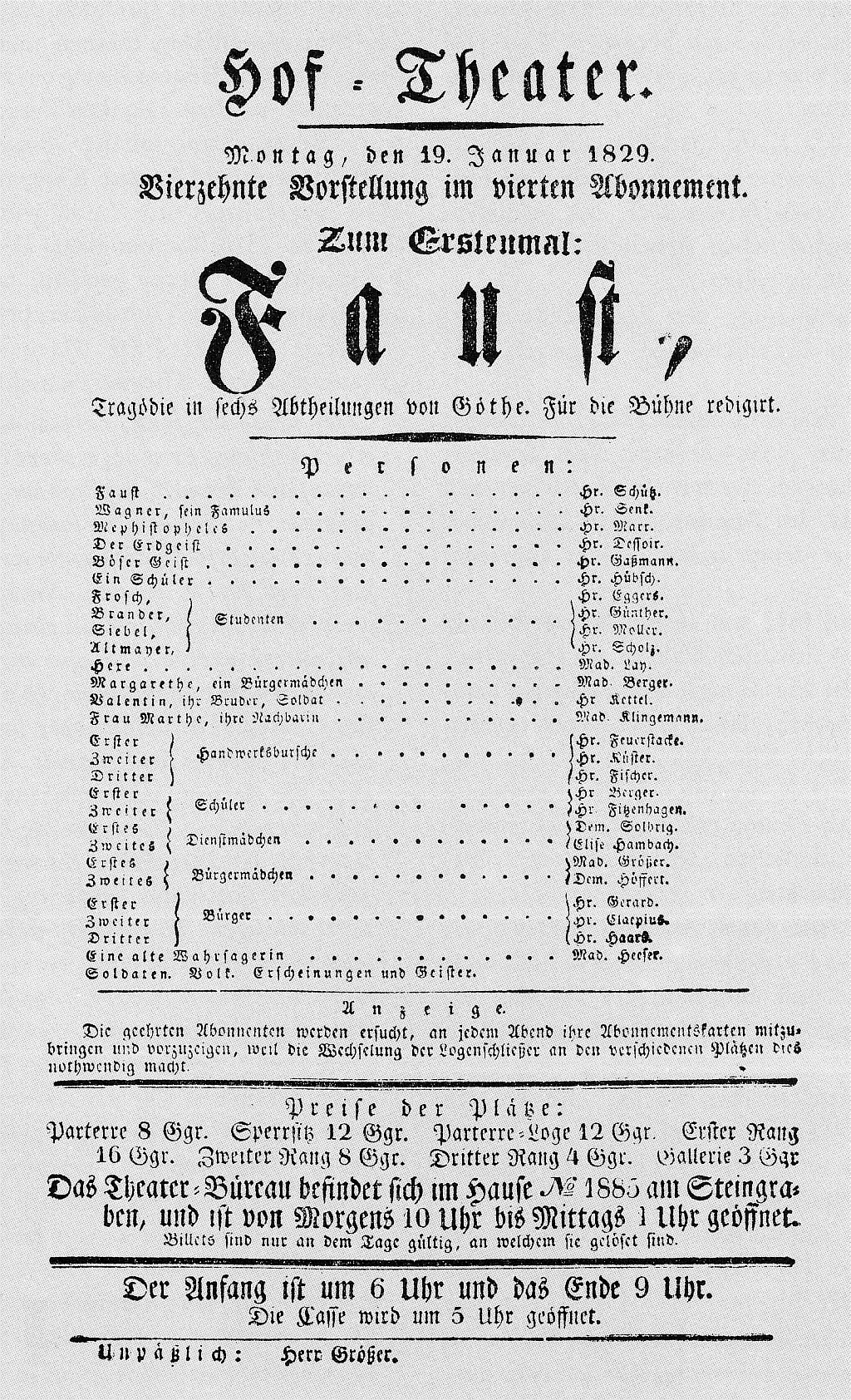
Theaterzettel der Uraufführung von Goethes „Faust“ im Braunschweiger Hof-Theater am 19. Januar 1829.

Johann Nikolaus Eduard Schütz (*  16. August 1799 als Johann Erdmann Nicolaus Schütze im Alten Lande bei Hamburg; † 2. Mai 1868 in Braunschweig) war ein deutscher Schauspieler und Direktor des Braunschweiger Hoftheaters. Er war 1829 der erste Darsteller des Faust.

## Leben
Eduard Schütz, der Sohn eines verarmten Landwirts, wuchs in Hamburg auf. Er nahm an den napoleonischen Kriegen als junger Soldat teil. Während seiner Soldatenzeit entdeckte er sein schauspielerisches Talent und schloss sich nach Kriegsende in Hamburg einer Liebhaberbühne an. Er debütierte 1818 auf dem dortigen Steinstraßen-Theater. Es folgten Engagements in Detmold und Magdeburg (1819–21). Dort sah ihn der Theaterregisseur Ernst August Friedrich Klingemann, der ihn an das Braunschweiger Nationaltheater verpflichtete. Schütz betrat erstmals am 26. August 1821 als Don Carlos die Braunschweiger Bühne, auf der er mit Unterbrechungen bis 1853 spielte. Von 1829 bis 1831 war er in Leipzig und von 1854 bis 1856 in Wiesbaden engagiert.

### Der erste Faust-Darsteller
Bei der Uraufführung von  Goethes Faust am 19. Januar 1829 in Braunschweig spielte Schütz die Titelrolle. In dieser durch Klingemann bearbeiteten Fassung wurde das Gretchen von Wilhelmine Berger gespielt. In späteren Aufführungen übernahm Charlotte Sophie Höffert, Schütz’ dritte Ehefrau, diese Rolle. Den Mephisto gab Heinrich Marr.
Am 22. März 1853 gab Schütz als Wallenstein seinen Abschied als darstellender Künstler, bevor er 1856 aus Wiesbaden zurückkehrte und als künstlerischer Direktor des Braunschweiger Hoftheaters wirkte. Er berief zahlreiche neue Künstler in das Ensemble. Schütz war auch als Schriftsteller tätig und verfasste Prologe, Gedichte, dramatische Abhandlungen und Bühnenwerke. Schütz war der Onkel des Reiseschriftstellers Friedrich Gerstäcker, der seine Jugendjahre bei ihm verbrachte. In seinem 1872 erschienenen Roman „Im Eckfenster“ setzte ihm Gerstäcker mit der Figur des Theaterdirektors Süßmeier ein literarisches Denkmal. Eduard Schütz starb 1868 in Braunschweig.